# سندی تیت
سندی تیت (انگلیسی: Sandy Tait؛ 3 December 1871 – ۶ آوریل ۱۹۴۹) بازیکن فوتبال اهل بریتانیا بود.
از باشگاه‌هایی که در آن بازی کرده است می‌توان به باشگاه فوتبال رنجرز، باشگاه فوتبال پرستون نورث اند، باشگاه فوتبال مادرول، و باشگاه فوتبال تاتنهام هاتسپر اشاره کرد.